# 新盈镇
新盈镇是中华人民共和国海南省临高县下辖的一个镇，位于临高县西部，西临北部湾的后水湾。全镇面积34平方公里，海岸线7公里，镇区面积5平方公里。渔业较为重要，镇内有国家一级渔港——新盈港。

## 行政区划
新盈镇下辖以下村级行政区划单位：
新兴社区、头咀村、龙兰村、洋所村、良爱村、彩桥村、仓米村、南堂村、抱蛟村、郎英村、和贵村、昆社村、安全村、新盈村、龙昆村和东光村。